# 1876 في المملكة المتحدة
فيما يلي قوائم الأحداث التي وقعت خلال عام 1876 في المملكة المتحدة.

## كتب
من الكتب التي صدرت هذه السنة في المملكة المتحدة:
- 1 يناير – دانيال ديروندا من تأليف جورج إليوت.

## مواليد

### يناير
- 1 يناير – بيدلار بالمر
- 1 يناير – هاري ديفيز لاعب كرة قدم بريطاني.
- 26 يناير – تشارلز سيدني سميث سبّاح من المملكة المتحدة.

### فبراير
- 4 فبراير – ديك راي لاعب كرة قدم.
- 16 فبراير – جورج تريفيليان

### أبريل
- 7 أبريل – محمد مارمادوك بكتال

### يونيو
- 15 يونيو – نيلسون اناندال

### يوليو
- 3 يوليو – جورج ليفيك

### أغسطس
- 24 أغسطس – نيستا هيلين وبستر كاتبة من المملكة المتحدة.
- 25 أغسطس – أجلنتينا جيب

### سبتمبر
- 6 سبتمبر – جون مكليود

### نوفمبر
- 7 نوفمبر – أليكس سميث
- 26 نوفمبر – توم سميث لاعب كرة قدم من المملكة المتحدة.

## وفيات

### يناير
- 1 يناير – إدوارد جورج هندرسون (مواليد 1782) عالم نبات من المملكة المتحدة.

### أغسطس
- 10 أغسطس – إدورد وليم لين (مواليد 1801) مترجم من المملكة المتحدة.
- 15 أغسطس – جون فردريك لويس (مواليد 1805)
- 19 أغسطس – جورج سميث (مواليد 1840)

### سبتمبر
- 30 سبتمبر – هنري بيرتيني (مواليد 1798) ملحن فرنسي.